# Chalida Samiulowna Alimowa
Chalida Samiulowna Alimowa (russisch Халида Самиуловна Алимова; * 1969 in Slatoust) ist eine ehemalige russische Naturbahnrodlerin.
Chalida Alimowa wurde 1987 die erste Sowjetische Meisterin im Naturbahnrodeln. Von 1989 bis 1993 nahm sie auch an Welt- und Europameisterschaften teil. Nachdem sie bei der Europameisterschaft 1989 in Garmisch-Partenkirchen nur Drittletzte geworden war, erzielte sie bei der Weltmeisterschaft 1990 in Gsies als Zwölfte bereits eine Platzierung im Mittelfeld. Zwei Jahre später erreichte sie bei der Weltmeisterschaft 1992 in Bad Goisern den sechsten Platz. Bei der Europameisterschaft 1993 in Stein an der Enns schied sie jedoch aus.

## Erfolge

### Weltmeisterschaften
- Gsies 1990: 12. Einsitzer
- Bad Goisern 1992: 6. Einsitzer

### Europameisterschaften
- Garmisch-Partenkirchen 1989: 19. Einsitzer